# Temporada 2025 de la Copa Truck
La temporada 2025 de la Copa Truck es la 9ª temporada del Campeonato Brasileño de Copa Truck de la historia. La serie es administrada a nivel nacional por la Confederación Brasileña de Automovilismo (CBA).
El origen de la categoría se produjo después de que nueve equipos abandonaran la Fórmula Truck por desacuerdos con la problemática gestión de Neusa Navarro Félix; estos equipos se unieron en una asociación creando la categoría que vino a reemplazar a Fórmula Truck. La nueva categoría reúne a equipos y pilotos de la antigua categoría.
En noviembre de 2017, fue homologado por la Confederación Brasileña de Automovilismo (CBA) y reconocido como campeonato oficial. Carlos Col, exjefe del Stock Car, es su promotor.
Copa Truck fue lanzada oficialmente el 27 de abril de 2017 en São Paulo. En la primera temporada, el campeonato se dividió en tres copas regionales: Centro-Oeste, Noreste y Sudeste. La primera etapa tuvo lugar el 28 de mayo, en Goiânia, con 17 camiones en parrilla.
La asociación está compuesta por los siguientes equipos: RM Competições, AJ5 Sports, DF Motorsport, RVR Motorsports, Dakar Motors, Fábio Fogaça Motorsports, Lucar Motorsports y Clay Truck Racing.
La temporada 2024 de Copa Truck comenzará este fin de semana enCampo Grande (MS) con la parrilla más grande registrada en una etapa inicial: habrá 36 participantes divididos en dos clases que han sido renombradas: la clase principal ahora se llama Super Truck Pro, con la clase de acceso es Super Truck Elite.
Este año, el formato se mantiene sin cambios con las dos clases entrenando por separado y compitiendo juntas, pero separadas por un intervalo de seguridad. Ambas clases cuentan con más de 15 camiones registrados. Este crecimiento ya está haciendo que la organización piense en celebrar carreras separadas a partir del próximo año.

## Equipos y Pilotos
Todos los pilotos son brasileños.
| Equipo               | Constructor   | Neumático | No. | Piloto                | Etapas |
| -------------------- | ------------- | --------- | --- | --------------------- | ------ |
| ASG Motorsport       | Mercedes-Benz | P         | 15  | Roberval Andrade      | Todas  |
| ASG Motorsport       | Mercedes-Benz | P         | 25  | Jaidson Zini          | Todas  |
| ASG Motorsport       | Mercedes-Benz | P         | 29  | Raphael Abbate        | Todas  |
| ASG Motorsport       | Mercedes-Benz | P         | 99  | Luiz Lopes            | 1-3    |
| ASG Motorsport       | Mercedes-Benz | P         | 111 | Bia Figueiredo        | Todas  |
| ASG Motorsport       | Mercedes-Benz | P         | 117 | Pedro Perdoncini      | Todas  |
| ASG Motorsport       | Mercedes-Benz | P         | 116 | Arthur Scherer        | Todas  |
| ASG Motorsport       | Mercedes-Benz | P         | 990 | Luan Lopes            | 4      |
| AJ5 ECO Sports       | Mercedes-Benz | P         | 5   | Adalberto Jardim      | Todas  |
| AJ5 ECO Sports       | Mercedes-Benz | P         | 811 | Maurício Arias        | Todas  |
| Tiger Team           | Mercedes-Benz | P         | 3   | Ricardo Alvarez       | Todas  |
| Tiger Team           | Mercedes-Benz | P         | 808 | Alberto Cattucci      | Todas  |
| Tiger Team           | Mercedes-Benz | P         | 23  | Victor Franzoni       | Todas  |
| Tiger Team           | Mercedes-Benz | P         | 65  | Felipe Gama           | 1-2    |
| Tiger Team           | Mercedes-Benz | P         | 97  | Maicon Roncen         | 3-4    |
| Tokio Petro Racing   | Mercedes-Benz | P         | 27  | Fábio Fogaça          | 1-3    |
| Tokio Petro Racing   | Mercedes-Benz | P         | 97  | Maicon Roncen         | 1-2    |
| Tokio Petro Racing   | Mercedes-Benz | P         | 126 | Márcio Giordano       | 4      |
| Tokio Petro Racing   | Mercedes-Benz | P         | 127 | Sérgio Ramalho        | 3      |
| PP Motorsport        | Mercedes-Benz | P         | 11  | Léo Rufino            | Todas  |
| PP Motorsport        | Mercedes-Benz | P         | 29  | Pedro Paulo Fernandes | Todas  |
| PP Motorsport        | Mercedes-Benz | P         | 69  | Evandro Camargo       | Todas  |
| D+ Motorsport        | Mercedes-Benz | P         | 45  | Daniel Keleman        | 1-3    |
| D+ Motorsport        | Mercedes-Benz | P         | 22  | Thaline Chicoski      | Todas  |
| D+ Motorsport        | Mercedes-Benz | P         | 27  | Fábio Fogaça          | 4      |
| D+ Motorsport        | Mercedes-Benz | P         | 78  | Beto Cavaleiro        | 4      |
| R9 Competições       | Volkswagen    | P         | 4   | Felipe Giaffone       | Todas  |
| R9 Competições       | Volkswagen    | P         | 7   | Débora Rodrigues      | Todas  |
| R9 Competições       | Volkswagen    | P         | 17  | Thiago Rizzo          | Todas  |
| R9 Competições       | Volkswagen    | P         | 77  | André Marques         | Todas  |
| R9 Competições       | Volkswagen    | P         | 88  | Beto Monteiro         | Todas  |
| R9 Competições       | Volkswagen    | P         | 00  | Danilo Alamini        | Todas  |
| R9 Competições       | Volkswagen    | P         | 9   | Nicolas Giaffone      | Todas  |
| R9 Competições       | Volkswagen    | P         | 54  | Rafa Lopes            | 4      |
| Odapel/R9 Racing     | Volkswagen    | P         | 55  | Paulo Salustiano      | Todas  |
| Odapel/R9 Racing     | Volkswagen    | P         | 81  | José Augusto Dias     | 1-3    |
| Iveco Usual Racing   | Iveco         | P         | 6   | Wellington Cirino     | Todas  |
| Iveco Usual Racing   | Iveco         | P         | 21  | Djalma Pivetta        | Todas  |
| Iveco Usual Racing   | Iveco         | P         | 28  | Danilo Dirani         | Todas  |
| Dakar Motorsport     | Iveco         | P         | 57  | Felipe Tozzo          | Todas  |
| Scuderia Chiarelli   | Iveco         | P         | 54  | Diogo Moscato         | Todas  |
| Scuderia Chiarelli   | Iveco         | P         | 126 | Márcio Giordano       | 1-3    |
| Scuderia Chiarelli   | Iveco         | P         | TBA | TBA                   | TBA    |
| Vannucci Racing      | Volvo         | P         | 33  | Rodrigo Taborda       | Todas  |
| Vannucci Racing      | Volvo         | P         | 92  | Hugo Cibien           | Todas  |
| Vannucci Racing      | Iveco         | P         | 73  | Leandro Totti         | Todas  |
| Boessio Competições  | Volvo         | P         | 83  | Régis Boessio         | TBA    |
| GT Oil Eletric Truck | Scania        | P         | 12  | Juca Bala             | Todas  |
| GT Oil Eletric Truck | Scania        | P         | 70  | Kléber Eletric        | Todas  |

### Cambios en las escuderías
- Nic Giaffone debuta en la categoría conduciendo para el R9 Competições.
- Marcio Giordano deja el equipo AGS y se incorpora Arthur Scherer.
- Léo Rufino y Lucas Bornemann abandonan el equipo Tiger y se incorporan Alberto Cattucci y Felipe Gama.
- Glauco Barros deja Vanucci Racing.
- Léo Rufino se une a PP Motorsport.
- Juca Bala deja PP Motorsport y se marcha a GT Oil Eletric Truck.
- Vanucci Racing con un camión menos.
- Elétrick con un camión menos.
- R9 con un camión menos más.
- AJ05 aumenta de uno a dos camiones con Maurício Arias.
- D+ aumenta de uno a dos camiones con Thaline Chicoski.
- FF Motorsport se marcha y da paso a Tokio Petro Racing.
- La Scuderia Chiareli aumenta de uno a dos camiones con Márcio Giordano.
- A partir de la cuarta etapa, Fabio Fogaça llevará los colores verde y amarillo de su camión al D+ Motorsport, que ahora opera como trío, junto a Daniel Kelemen y Thaline Chicoski.[23]
- Tokio Petro no se quedará solo. El camión original de Fabio Fogaça será retirado, pero el equipo liderado por Djalma Fogaça seguirá compitiendo con la llegada de Marcio Giordano, quien ocupará el puesto dejado por Maicon Roncen, miembro de Tiger desde São Paulo.[23]
- Outra substituição acontece na equipe ASG, mas esta já estava programada: atravessando uma saga com seu joelho direito, Luiz Lopes teve confirmada a realização de uma cirurgia na semana que antecede a corrida em Tarumã, fato que o fez preparar o filho, Luan Lopes, para o representar.[23]

## Calendario

### Etapas
| Ronda | Fecha            | Gran Premio                        | Circuito                                     | Ciudad                | Horário | Info          |
| ----- | ---------------- | ---------------------------------- | -------------------------------------------- | --------------------- | ------- | ------------- |
| 1     | 23 de marzo      | Grande Prêmio de Campo Grande      | Autódromo Internacional Orlando Moura        | Campo Grande, MS      | 12h10   | [ 27 ]        |
| 2     | 13 de abril      | Grande Prêmio de Londrina          | Autódromo Internacional de Londrina          | Londrina, PR          | 14h40   | [ 28 ]        |
| 3     | 18 de mayo       | Grande Prêmio de São Paulo         | Autódromo Internacional de Interlagos        | São Paulo, SP         | 14h10   | [ 29 ] [ 30 ] |
| 4     | 15 de junio      | Grande Prêmio de Tarumã            | Autódromo de Tarumã                          | Viamão, RS            | 12h10   | [ 31 ]        |
| 5     | 13 de julio      | Grande Prêmio de Cascavel          | Autódromo Zilmar Beux                        | Cascavel, PR          | 19:18   | [ 32 ]        |
| 6     | 24 de agosto     | Grande Prêmio de Santa Cruz do Sul | Autódromo Internacional de Santa Cruz do Sul | Santa Cruz do Sul, RS |         |               |
| 7     | 21 de septiembre | Grande Prêmio de Minas Gerais      | Circuito dos Cristais                        | Curvelo, MG           |         |               |
| 8     | 19 de noviembre  | Grande Prêmio do Paraná            | Autódromo Internacional de Londrina          | Londrina, PR          |         |               |
| 9     | 7 de diciembre   | Grande Prêmio de Interlagos        | Autódromo Internacional de Interlagos        | São Paulo, SP         |         |               |

### Resultados - Categoría Super Truck Pro
| Ronda | Circuito                           | Fecha            | Pole Position    | Vuelta rápida    | Piloto ganador    | Equipo ganador     | Constructor   | Ref.          |
| ----- | ---------------------------------- | ---------------- | ---------------- | ---------------- | ----------------- | ------------------ | ------------- | ------------- |
| 1     | Grande Prêmio de Campo Grande      | 23 de marzo      | Roberval Andrade | Raphael Abbate   | Roberval Andrade  | ASG Motorsport     | Mercedes-Benz | [ 34 ]        |
| 1     | Grande Prêmio de Campo Grande      | 23 de marzo      | Sin disputa      | André Marques    | André Marques     | R9 Competições     | Volkswagen    | [ 35 ]        |
| 2     | Grande Prêmio de Londrina          | 13 de abril      | Beto Monteiro    | Leandro Totti    | Beto Monteiro     | R9 Competições     | Volkswagen    | [ 37 ]        |
| 2     | Grande Prêmio de Londrina          | 13 de abril      | Sin disputa      | Jaidson Zini     | Leandro Totti     | Vannucci Racing    | Iveco         | [ 38 ] [ 39 ] |
| 3     | Grande Prêmio de São Paulo         | 18 de mayo       | Leandro Totti    | Leandro Totti    | Leandro Totti     | Vannucci Racing    | Iveco         | [ 41 ]        |
| 3     | Grande Prêmio de São Paulo         | 18 de mayo       | Sin disputa      | Leandro Totti    | Leandro Totti     | Vannucci Racing    | Iveco         | [ 42 ]        |
| 4     | Grande Prêmio de Tarumã            | 15 de junio      | Raphael Abbate   | Leandro Totti    | Raphael Abbate    | ASG Motorsport     | Mercedes-Benz | [ 44 ]        |
| 4     | Grande Prêmio de Tarumã            | 15 de junio      | Sin disputa      | Roberval Andrade | Wellington Cirino | Iveco Usual Racing | Iveco         | [ 45 ]        |
| 5     | Grande Prêmio de Cascavel          | 13 de julio      | Beto Monteiro    | Beto Monteiro    | Beto Monteiro     | R9 Competições     | Volkswagen    | [ 47 ]        |
| 5     | Grande Prêmio de Cascavel          | 13 de julio      | Sin disputa      | Beto Monteiro    | Beto Monteiro     | R9 Competições     | Volkswagen    | [ 48 ]        |
| 6     | Grande Prêmio de Santa Cruz do Sul | 24 de agosto     |                  |                  |                   |                    |               |               |
| 6     | Grande Prêmio de Santa Cruz do Sul | 24 de agosto     | Sin disputa      |                  |                   |                    |               |               |
| 7     | Grande Prêmio de Minas Gerais      | 21 de septiembre |                  |                  |                   |                    |               |               |
| 7     | Grande Prêmio de Minas Gerais      | 21 de septiembre | Sin disputa      |                  |                   |                    |               |               |
| 8     | Grande Prêmio do Paraná            | 19 de noviembre  |                  |                  |                   |                    |               |               |
| 8     | Grande Prêmio do Paraná            | 19 de noviembre  | Sin disputa      |                  |                   |                    |               |               |
| 9     | Grande Prêmio de Interlagos        | 7 de diciembre   |                  |                  |                   |                    |               |               |
| 9     | Grande Prêmio de Interlagos        | 7 de diciembre   | Sin disputa      |                  |                   |                    |               |               |

### Resultados - Categoría Super Truck Elite
| Ronda | Circuito                           | Fecha            | Pole Position    | Vuelta rápida    | Piloto ganador    | Equipo ganador   | Constructor   | Ref.   |
| ----- | ---------------------------------- | ---------------- | ---------------- | ---------------- | ----------------- | ---------------- | ------------- | ------ |
| 1     | Grande Prêmio de Campo Grande      | 23 de marzo      | Nicolas Giaffone | Diogo Moscato    | Pedro Perdoncini  | ASG Motorsport   | Mercedes-Benz | [ 50 ] |
| 1     | Grande Prêmio de Campo Grande      | 23 de marzo      | Sin disputa      | Nicolas Giaffone | Nicolas Giaffone  | R9 Competições   | Volkswagen    | [ 51 ] |
| 2     | Grande Prêmio de Londrina          | 13 de abril      | Nicolas Giaffone | Nicolas Giaffone | Nicolas Giaffone  | R9 Competições   | Volkswagen    | [ 53 ] |
| 2     | Grande Prêmio de Londrina          | 13 de abril      | Sin disputa      | Felipe Gama      | José Augusto Dias | Odapel/R9 Racing | Volkswagen    | [ 54 ] |
| 3     | Grande Prêmio de São Paulo         | 18 de mayo       | Pedro Perdoncini | Pedro Perdoncini | Pedro Perdoncini  | ASG Motorsport   | Mercedes-Benz | [ 56 ] |
| 3     | Grande Prêmio de São Paulo         | 18 de mayo       | Sin disputa      | Pedro Perdoncini | Arthur Scherer    | ASG Motorsport   | Mercedes-Benz | [ 57 ] |
| 4     | Grande Prêmio de Tarumã            | 15 de junio      | Arthur Scherer   | Nicolas Giaffone | Arthur Scherer    | ASG Motorsport   | Mercedes-Benz | [ 59 ] |
| 4     | Grande Prêmio de Tarumã            | 15 de junio      | Sin disputa      | Arthur Scherer   | Pedro Perdoncini  | ASG Motorsport   | Mercedes-Benz | [ 60 ] |
| 5     | Grande Prêmio de Cascavel          | 13 de julio      | Rafa Lopes       | Rafa Lopes       | Hugo Cibien       | Vannucci Racing  | Volvo         | [ 62 ] |
| 5     | Grande Prêmio de Cascavel          | 13 de julio      | Sin disputa      | Arthur Scherer   | Léo Rufino        | PP Motorsport    | Mercedes-Benz | [ 63 ] |
| 6     | Grande Prêmio de Santa Cruz do Sul | 24 de agosto     |                  |                  |                   |                  |               |        |
| 6     | Grande Prêmio de Santa Cruz do Sul | 24 de agosto     | Sin disputa      |                  |                   |                  |               |        |
| 7     | Grande Prêmio de Minas Gerais      | 21 de septiembre |                  |                  |                   |                  |               |        |
| 7     | Grande Prêmio de Minas Gerais      | 21 de septiembre | Sin disputa      |                  |                   |                  |               |        |
| 8     | Grande Prêmio do Paraná            | 19 de noviembre  |                  |                  |                   |                  |               |        |
| 8     | Grande Prêmio do Paraná            | 19 de noviembre  | Sin disputa      |                  |                   |                  |               |        |
| 9     | Grande Prêmio de Interlagos        | 7 de diciembre   |                  |                  |                   |                  |               |        |
| 9     | Grande Prêmio de Interlagos        | 7 de diciembre   | Sin disputa      |                  |                   |                  |               |        |

## Calificación general

### Categoría Super Truck Pro
| Pos | Piloto                | CGR | CGR | LON | LON | SPO | SPO | TAR | TAR | CAS | CAS | SCZ | SCZ | MGS | MGS | PAR | PAR | INT | INT | Pts |
| Pos | Piloto                | RD1 | RD2 | RD1 | RD2 | RD1 | RD2 | RD1 | RD2 | RD1 | RD2 | RD1 | RD2 | RD1 | RD2 | RD1 | RD2 | RD1 | RD2 | Pts |
| --- | --------------------- | --- | --- | --- | --- | --- | --- | --- | --- | --- | --- | --- | --- | --- | --- | --- | --- | --- | --- | --- |
| 1   | Raphael Abbate        | 3   | 4   | 5   | 4   | 2   | 6   | 1   | 7   | 2   | 17  |     |     |     |     |     |     |     |     | 137 |
| 2   | Beto Monteiro         | 2   | 10  | 1   | 16  | Ret | NL  | 4   | 3   | 1   | 1   |     |     |     |     |     |     |     |     | 126 |
| 3   | Leandro Totti         | Ret | DNS | 3   | 1   | 1   | 1   | 2   | 13  | 4   | 14  |     |     |     |     |     |     |     |     | 124 |
| 4   | Felipe Giaffone       | 4   | 3   | 4   | 2   | 6   | 2   | 3   | 6   | 16  | Ret |     |     |     |     |     |     |     |     | 120 |
| 5   | Wellington Cirino     | 7   | 2   | 11  | 9   | 14  | 4   | 6   | 1   | 5   | 9   |     |     |     |     |     |     |     |     | 119 |
| 6   | Danilo Dirani         | 12  | 8   | 2   | 10  | 5   | 3   | 11  | 9   | 9   | 7   |     |     |     |     |     |     |     |     | 107 |
| 7   | André Marques         | 6   | 1   | 7   | 3   | 3   | 16  | 10  | 15  |     |     |     |     |     |     |     |     |     |     | 90  |
| 8   | Jaidson Zini          | 5   | 6   | 6   | 17  | 19  | 10  | 7   | 5   | 7   | 13  |     |     |     |     |     |     |     |     | 85  |
| 9   | Danilo Alamini        | Ret | NL  | 9   | 6   | 11  | 9   | 9   | 8   | 10  | 4   |     |     |     |     |     |     |     |     | 78  |
| 10  | Evandro Camargo       | Ret | NC  | 10  | 7   | 12  | NL  | 5   | 4   | 3   | 11  |     |     |     |     |     |     |     |     | 77  |
| 11  | Bia Figueiredo        | 10  | Ret | 12  | 5   | 7   | 8   | Ret | DNS | 6   | 6   |     |     |     |     |     |     |     |     | 74  |
| 12  | Roberval Andrade      | 1   | 5   | 15  | DNS | 4   | 14  | 16  | 19  |     |     |     |     |     |     |     |     |     |     | 59  |
| 13  | Alberto Cattucci      | 11  | 7   | 19  | 13  | 9   | Ret | Ret | 17  | 12  | 5   |     |     |     |     |     |     |     |     | 51  |
| 14  | Fábio Fogaça          | 14  | 11  | Ret | INF | 20  | 13  | 12  | 10  | Ret | 2   |     |     |     |     |     |     |     |     | 48  |
| 15  | Felipe Tozzo          | Ret | Ret | 18  | Ret | 16  | 11  | 8   | 2   | 19  | 8   |     |     |     |     |     |     |     |     | 45  |
| 16  | Victor Franzoni       | 8   | Ret | 8   | 14  | 18  | Ret | 14  | 12  | 8   | Ret |     |     |     |     |     |     |     |     | 44  |
| 17  | Pedro Paulo Fernandes | 13  | Ret | 17  | 8   | 8   | 7   | Ret | Ret | 11  | Ret |     |     |     |     |     |     |     |     | 41  |
| 18  | Luiz Lopes            | 9   | 9   | 20  | Ret | 15  | 12  |     |     | 13  | 10  |     |     |     |     |     |     |     |     | 40  |
| 19  | Débora Rodrigues      | DNS | DNS | 13  | 12  | 10  | 15  | 15  | 18  | 18  | 12  |     |     |     |     |     |     |     |     | 35  |
| 20  | Thiago Rizzo          | Ret | Wth | Ret | 11  | 13  | 17  | 13  | 14  | 14  | 15  |     |     |     |     |     |     |     |     | 28  |
| 21  | Paulo Salustiano      | Ret | Ret | 14  | Ret | 17  | 5   | DNQ | 11  | 15  | Ret |     |     |     |     |     |     |     |     | 23  |
| 22  | Adalberto Jardim      | Ret | Wth | 16  | 15  | Ret | Ret | NC  | 16  | Ret | 3   |     |     |     |     |     |     |     |     | 19  |
| 23  | Régis Boessio         |     |     |     |     |     |     |     |     | 17  | 16  |     |     |     |     |     |     |     |     | 0   |
| Pos | Piloto                | CGR | CGR | LON | LON | SPO | SPO | TAR | TAR | CAS | CAS | SCZ | SCZ | MGS | MGS | PAR | PAR | INT | INT | Pts |

| Color        | Resultado                                     |
| ------------ | --------------------------------------------- |
| Oro          | Ganador                                       |
| Plata        | 2º lugar                                      |
| Bronce       | 3º lugar                                      |
| Verde        | 4.º y 5.º lugar (top 5)                       |
| Celeste      | 6.º a 10.º lugar (top 10)                     |
| Azul         | Finalizó (afuera del top 10) (fora do Top 10) |
| Violeta      | No terminó                                    |
| Rojo         | DNQ - No se clasificó                         |
| Marrón       | Wth - Retirado                                |
| Negro        | DSQ - Descalificado                           |
| Caqui oscuro | No empezó (NL)                                |
| Caqui oscuro | Abandonó la carrera (C)                       |
| Vacío        | no participó                                  |

| Pos | Piloto                | CGR | CGR | LON | LON | SPO | SPO | TAR | TAR | CAS | CAS | SCZ | SCZ | MGS | MGS | PAR | PAR | INT | INT | Pts |
| Pos | Piloto                | RD1 | RD2 | RD1 | RD2 | RD1 | RD2 | RD1 | RD2 | RD1 | RD2 | RD1 | RD2 | RD1 | RD2 | RD1 | RD2 | RD1 | RD2 | Pts |
| --- | --------------------- | --- | --- | --- | --- | --- | --- | --- | --- | --- | --- | --- | --- | --- | --- | --- | --- | --- | --- | --- |
| 1   | Raphael Abbate        | 3   | 4   | 5   | 4   | 2   | 6   | 1   | 7   | 2   | 17  |     |     |     |     |     |     |     |     | 137 |
| 2   | Beto Monteiro         | 2   | 10  | 1   | 16  | Ret | NL  | 4   | 3   | 1   | 1   |     |     |     |     |     |     |     |     | 126 |
| 3   | Leandro Totti         | Ret | DNS | 3   | 1   | 1   | 1   | 2   | 13  | 4   | 14  |     |     |     |     |     |     |     |     | 124 |
| 4   | Felipe Giaffone       | 4   | 3   | 4   | 2   | 6   | 2   | 3   | 6   | 16  | Ret |     |     |     |     |     |     |     |     | 120 |
| 5   | Wellington Cirino     | 7   | 2   | 11  | 9   | 14  | 4   | 6   | 1   | 5   | 9   |     |     |     |     |     |     |     |     | 119 |
| 6   | Danilo Dirani         | 12  | 8   | 2   | 10  | 5   | 3   | 11  | 9   | 9   | 7   |     |     |     |     |     |     |     |     | 107 |
| 7   | André Marques         | 6   | 1   | 7   | 3   | 3   | 16  | 10  | 15  |     |     |     |     |     |     |     |     |     |     | 90  |
| 8   | Jaidson Zini          | 5   | 6   | 6   | 17  | 19  | 10  | 7   | 5   | 7   | 13  |     |     |     |     |     |     |     |     | 85  |
| 9   | Danilo Alamini        | Ret | NL  | 9   | 6   | 11  | 9   | 9   | 8   | 10  | 4   |     |     |     |     |     |     |     |     | 78  |
| 10  | Evandro Camargo       | Ret | NC  | 10  | 7   | 12  | NL  | 5   | 4   | 3   | 11  |     |     |     |     |     |     |     |     | 77  |
| 11  | Bia Figueiredo        | 10  | Ret | 12  | 5   | 7   | 8   | Ret | DNS | 6   | 6   |     |     |     |     |     |     |     |     | 74  |
| 12  | Roberval Andrade      | 1   | 5   | 15  | DNS | 4   | 14  | 16  | 19  |     |     |     |     |     |     |     |     |     |     | 59  |
| 13  | Alberto Cattucci      | 11  | 7   | 19  | 13  | 9   | Ret | Ret | 17  | 12  | 5   |     |     |     |     |     |     |     |     | 51  |
| 14  | Fábio Fogaça          | 14  | 11  | Ret | INF | 20  | 13  | 12  | 10  | Ret | 2   |     |     |     |     |     |     |     |     | 48  |
| 15  | Felipe Tozzo          | Ret | Ret | 18  | Ret | 16  | 11  | 8   | 2   | 19  | 8   |     |     |     |     |     |     |     |     | 45  |
| 16  | Victor Franzoni       | 8   | Ret | 8   | 14  | 18  | Ret | 14  | 12  | 8   | Ret |     |     |     |     |     |     |     |     | 44  |
| 17  | Pedro Paulo Fernandes | 13  | Ret | 17  | 8   | 8   | 7   | Ret | Ret | 11  | Ret |     |     |     |     |     |     |     |     | 41  |
| 18  | Luiz Lopes            | 9   | 9   | 20  | Ret | 15  | 12  |     |     | 13  | 10  |     |     |     |     |     |     |     |     | 40  |
| 19  | Débora Rodrigues      | DNS | DNS | 13  | 12  | 10  | 15  | 15  | 18  | 18  | 12  |     |     |     |     |     |     |     |     | 35  |
| 20  | Thiago Rizzo          | Ret | Wth | Ret | 11  | 13  | 17  | 13  | 14  | 14  | 15  |     |     |     |     |     |     |     |     | 28  |
| 21  | Paulo Salustiano      | Ret | Ret | 14  | Ret | 17  | 5   | DNQ | 11  | 15  | Ret |     |     |     |     |     |     |     |     | 23  |
| 22  | Adalberto Jardim      | Ret | Wth | 16  | 15  | Ret | Ret | NC  | 16  | Ret | 3   |     |     |     |     |     |     |     |     | 19  |
| 23  | Régis Boessio         |     |     |     |     |     |     |     |     | 17  | 16  |     |     |     |     |     |     |     |     | 0   |
| Pos | Piloto                | CGR | CGR | LON | LON | SPO | SPO | TAR | TAR | CAS | CAS | SCZ | SCZ | MGS | MGS | PAR | PAR | INT | INT | Pts |

| Color        | Resultado                                     |
| ------------ | --------------------------------------------- |
| Oro          | Ganador                                       |
| Plata        | 2º lugar                                      |
| Bronce       | 3º lugar                                      |
| Verde        | 4.º y 5.º lugar (top 5)                       |
| Celeste      | 6.º a 10.º lugar (top 10)                     |
| Azul         | Finalizó (afuera del top 10) (fora do Top 10) |
| Violeta      | No terminó                                    |
| Rojo         | DNQ - No se clasificó                         |
| Marrón       | Wth - Retirado                                |
| Negro        | DSQ - Descalificado                           |
| Caqui oscuro | No empezó (NL)                                |
| Caqui oscuro | Abandonó la carrera (C)                       |
| Vacío        | no participó                                  |